# キャサリン・D・サリバン
キャサリン・D・サリバン（Kathryn Dwyer Sullivan、1951年10月3日-）は、ニュージャージー州パターソン出身の地質学者でアメリカ航空宇宙局の宇宙飛行士。3度のスペースシャトルのミッションでクルーを務め、アメリカ人女性として初めて宇宙遊泳を行った。

## 教育
サリバンは1969年にカリフォルニア州のタフト高校を卒業し、1973年にカリフォルニア大学サンタクルーズ校で地球科学の学士号を、1978年にカナダのダルハウジー大学で地質学の博士号を取得した。

## 軍事でのキャリア
サリバンはアメリカアメリカ海軍予備役部隊で大佐として海洋学の研究を行った。また、アメリカ海洋大気局で主任研究員として働いた。

## NASAでのキャリア
サリバンは、1984年10月11日に行われたチャレンジャー号のミッションSTS-41-Gで宇宙遊泳を行った。彼女はSTS-31、STS-45にも参加し、合計3度のスペースシャトルのミッションで532時間の間、宇宙に滞在した。

## NASA退職後
NASAを退職後、キャサリン・サリバンはオハイオ州コロンバスの研究センターCOSI Columbus社の社長兼CEOを務めた。現在は、オハイオ州立大学の教授とともにCOSI社で無給の科学アドバイザーを務めている。2004年にはジョージ・W・ブッシュ大統領からアメリカ国立科学財団に任命された。
2004年には宇宙飛行士の殿堂に入った。
2009年にはアメリカ科学振興協会の3年任期の部門長に選ばれた。
2013年2月からアメリカ海洋大気庁(NOAA)の長官代行を務め、2014年3月、NOAA長官に就任した
。